# Лотар Франц фон Хатцфелд
Лотар Франц Йозеф фон Хатцфелд (на немски: Lothar Franz Joseph Graf von Hatzfeldt; * 18 март/18 май 1759; † 4 декември 1799) е граф на Хатцфелд в Хесен.
Той е четвъртият син на граф Карл Фердинанд фон Хатцфелд (1712 – 1766) и втората му съпруга фрйин Мария Анна Елизабет фон Фенинген (1719 – 1794), дъщеря на фрайхер Карл Фердинанд фон Фенинген и графиня Елизабет Клаудия Райх фон Райхенщайн. Баща му е издигнат на граф през 1761 г.
Братята му са Август Клеменс фон Хатцфелд (1754 – 1787), Хуго Франц фон Хатцфелд (1755 – 1830), 1. княз Франц Лудвиг фон Хатцфелд (1756 – 1827), пруски генерал-лейтенант и дипломат, и Максимилиан Фридрих Франц фон Хатцфелд (1764 – 1824).

## Фамилия
Лотар Франц фон Хатцфелд се жени 1783 г. за Фридерика Каролина Луиза Елеонора фон Вартенслебен (* 10 декември 1762), дъщеря на граф Карл Фридрих фон Вартенслебен (1710 – 1778) и вилд и Рейнграфиня Каролина Фридерика фон Салм-Даун-Грумбах (1733 – 1783).
Те имат една дъщеря:
- Мария Анна Луиза фон Хатцфелд (* 8 юли 1784, Майнц; † 21 октомври 1832, Зултц), омъжена на 29 септември 1806 г. в Зултц за Йозеф Конрад Александре д'Антèс (* 8 май 1773, Зултц; † 1 септември 1852, Зултц)

Вдовицата му Фридерика Каролина Луиза Елеонора фон Вартенслебен се омъжва втори път 1805 г. за граф Готфрид Валднер фон Фройндщайн (* 26 февруари 1757; † 4 октомври 1818).